# 黒鳥 (新潟市)
黒鳥（くろとり）は、新潟県新潟市西区の町字。郵便番号は950-1123。

## 概要
1889年（明治22年）から現在までの大字。信濃川と中ノ口川の合流点付近に位置する。もとは江戸時代から1889年（明治22年）まであった黒鳥村の区域の一部。

### 隣接する町字
北から東回り順に、以下の町字と隣接する。
| 方角 | 町字                               |
| ---- | ---------------------------------- |
| 北   | 亀貝、流通センター、小新、緒立流通 |
| 北東 | 北場                               |
| 東   | 鳥原                               |
| 南東 | 小平方                             |
| 南   | 木場                               |
| 西   | 新田                               |
| 北西 | 新通                               |

## 歴史

### 分立した町字
1889年（明治22年）以後に、以下の町字が分立。
流通（りゅうつう）
1982年（昭和57年）から1984年（昭和59年）の間に分立した町字。
緒立流通（おたてりゅうつう）
1992年（平成4年）に分立した町字。
的場流通（まとばりゅうつう）
1992年（平成4年）に分立した町字。

### 年表
- 1623年（元和9年） : 幕府領となる。
- 1889年（明治22年）4月1日 : 合併により黒鳥村の大字となる。
- 1901年（明治34年）11月1日 : 合併により黒埼村の大字となる。
- 1973年（昭和48年）2月1日 : 黒埼村が町制施行し、黒埼町の大字となる。
- 2001年（平成13年）1月1日 : 合併により新潟市の大字となる。
- 2007年（平成19年）4月1日 : 新潟市の政令指定都市移行により、西区の大字となる。

## 世帯数と人口
2018年（平成30年）1月31日現在の世帯数と人口は以下の通りである。
| 大字 | 世帯数  | 人口  |
| ---- | ------- | ----- |
| 黒鳥 | 267世帯 | 867人 |

## 小・中学校の学区
市立小・中学校に通う場合、学区は以下の通りとなる。
| 番地 | 小学校               | 中学校             |
| ---- | -------------------- | ------------------ |
| 全域 | 新潟市立黒埼南小学校 | 新潟市立黒埼中学校 |

## 主な企業・施設
- 梨本鉄工所
- 黒埼病院
- 黒鳥保育園

## 文化

### 宗教建築

#### 寺院
威徳寺（いとくじ）
浄土真宗佛光寺派の寺院。

## 交通

### 道路
- 新潟県道2号新潟寺泊線
- 新潟県道44号新潟燕線